# Nazarener
De woorden Nazarener en Nazoreeër (Hebreeuws: נצרים Netzarim of נוצרים Notzrim; Grieks: Ναζαρηνός Nazarênos en Ναζωραῖος Nazôraios) betekenen in de canonieke evangeliën "iemand uit Nazaret". Maar omdat het taalkundige verband tussen Nazôraios en Nazaret niet evident is, houden sommige wetenschappers er rekening mee dat dit woord iets anders betekende voordat het met Nazaret in verband werd gebracht. De vraag of Nazoreeër is afgeleid van Nazaret, is het onderwerp van veel wetenschappelijke gissingen sinds de 19e eeuw. Sinds H. Schaeders artikel in het Theologisches Wörterbuch zum Neuen Testament (1942) wordt de vraag overwegend bevestigend beantwoord. In moderne vertalingen wordt niet meer "Jezus de Nazarener" of "Jezus de Nazoreeër" gebruikt, maar "Jezus uit/van Nazaret".
Met Nazireeër heeft het woord niets te maken.

## Jezus de Nazarener
Jezus wordt in het Nieuwe Testament 3 keer "Jezus van Nazaret" genoemd, 6 keer "Jezus de Nazarener" en 11 keer 
"Jezus de Nazoreeër". In het algemeen is men het erover eens dat dit geen verschil in betekenis is.
|                                                       | Matteüs    | Marcus                | Lucas      | Johannes     | Handelingen                  |
| ----------------------------------------------------- | ---------- | --------------------- | ---------- | ------------ | ---------------------------- |
| Nazarener, Ναζαρηνός                                  |            | 1:24 16:6 10:47 14:67 | 4:34 24:19 |              |                              |
| Nazoreeër, Ναζωραῖος                                  | 2:23 26:71 |                       | 18:37      | 18:5-7 19:19 | 2:22 3:6 4:10 6:14 22:8 26:9 |
| (uit) Nazaret, (ἀπὸ) Ναζαρέθ, Ναζαρέτ                 | 21:11      | 1:9                   |            |              | 10:38                        |
| (sekte van de) Nazoreeërs, (τῶν) Ναζωραίων (αἱρέσεως) |            |                       |            |              | 24:5                         |

Het gebruik van beide termen ("Nazarener" en "Nazoreeër") door Lucas laat zien dat de termen voor hem inwisselbaar waren. Dit geldt ook voor Matteüs, die immers "Nazarener" in zijn bron, het Evangelie volgens Marcus, vervangt door "Nazoreeër". Matteüs legt expliciet het verband tussen Nazaret, de woonplaats van Jezus, en de term "Nazoreeër".
Het gebruik van twee benamingen om hetzelfde uit te drukken komt vaker voor. Zo gebruikt Flavius Josephus de termen Essênoi en Essaioi om de Essenen aan te duiden. Bij geografische namen komt zowel het suffix -aios als -ênos voor (bijvoorbeeld Rômaios, Athênaios, Gerasênos, Magdalênos). Maar dit verklaart nog niet het verschil tussen Nazôr- en Nazar-. In het Hebreeuws en (Syrisch-)Aramees is de naam Nazaret נצרת Na-tsera(t). Uit de transcriptie van Hebreeuwse en Aramese namen in de Griekse vertaling van het Oude Testament blijkt, dat een sjwa met verschillende klinkers ingekleurd kon worden, waaronder de a en de ô. Dit levert op: Na-tsara(t) en Na-tsora(t). De ts (tsaddie) kon met een z (zèta) worden getranscribeerd. Zo kan men op taalkundige gronden uitkomen bij zowel Nazar- en Nazôr-. Een andere mogelijkheid is dat "Nazoreeër" is afgeleid van de veronderstelde nevenvorm נצור (Na-tsor) voor de plaatsnaam Nazaret.
Hoewel de evangelisten "Nazarener" en "Nazoreeër" gebruiken in de betekenis "iemand uit Nazaret", bestaan er ook andere hypothesen over de herkomst van met name het begrip "Nazoreeër". Notsri kan ook "wachter", "bewaker" betekenen, bijvoorbeeld van religieuze voorschriften. Er is echter geen aanwijzing dat dit een speciale aanduiding was in de tijd van Jezus en het vroegste christendom. Ook zou er in "Nazarener"/"Nazoreeër" een verwijzing kunnen zitten naar Jesaja 11:1, waar staat dat er een telg (nétzer) zou opschieten uit de stronk van Isaï, de vader van David. Mogelijk verwijst Matteüs hiernaar in het Matteüs 2:23. W.D. Davies en D.C. Allison concluderen echter dat de alternatieve interpretaties te speculatief zijn en het daarbij waarschijnlijk gaat om secundaire associaties nadat de term "Nazoreeër" al gebruikelijk was geworden.
In Handelingen 24:5 wordt met de term voor het eerst niet Jezus zelf maar zijn volgelingen aangeduid: de "sekte van de Nazoreeërs". Dat wil natuurlijk niet zeggen dat ze uit Nazaret kwamen.

## Nazareners als een groep
In sommige studies wordt gesteld dat "Nazareners" of "Nazoreeërs" de term was die onder Joden werd gebruikt als tegenhanger van de term "christenen" die in de niet-Joodse wereld werd gebruikt. "Nazoreeërs" als term voor volgelingen van Jezus komt voor het eerst voor in de Handelingen van de apostelen. Tertullianus schreef in zijn Tegen Marcion: "Christus moest Nazarener worden genoemd volgens de profetie van de Schepper. Daarom noemen de Joden ons ook zo, vanwege Hem." Het Joodse gebruik van de term "Nazareners" in plaats van de term "christenen" wordt ook genoemd door Eusebius van Caesarea; ook de term Νασαραῖοι (Nasareeërs) die Epiphanius van Salamis gebruikt voor een Joodse groep zou hierop kunnen wijzen. Nasrani blijft tot op heden de standaardterm in het Arabisch, Natsraja in het Syrisch, en Notsrim in rabbijnse geschriften en modern Israëlisch Hebreeuws.
De term Nazareners wordt ook gebruikt om de sekte Nazoreeërs en verschillende andere groepen christenen aan te duiden. In Sevilla worden boetelingen tijdens de Semana Santa (Goede Week) Nazarenen (Nazareno's) genoemd. Ze dragen lange, blauwe of zwarte kleden, bij elkaar gehouden met behulp van een touw. Over hun hoofd dragen ze een puntige kap die ook hun schouders bedekt.